# Cesare Poma

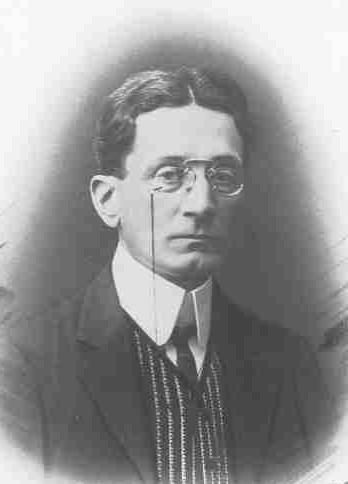
Cesare Poma (1900)

Cesare Poma (* 21. März 1862 in Biella; † 16. Februar 1932 ebenda) war ein italienischer Diplomat, Numismatiker und Historiker.

## Leben und Werk
Poma stammte aus einer Familie von Textilunternehmern, sein Vater war der Inhaber der gleichnamigen Baumwollspinnerei.  Nach dem frühen Tod des Vaters ermunternde seine Mutter ihn und seinem Bruder Luigi zu klassischen Studien. Er besuchte von 1868 bis 1880 das Real Collegio Carlo Alberto di Moncalieri. Danach schrieb er sich für ein Jurastudium an der Universität Turin ein, das er am 7. Juli 1884 abschloss. Nach den Auswahlprüfungen am 5. April 1885 wurde er in die konsularische Laufbahn aufgenommen.
Er arbeitete als Diplomat in Izmir, Rio de Janeiro, New York City, Boston, New Orleans, San Francisco, Campinas, Cardiff, Florianopolis, Belo Horizonte, Johannesburg und Liverpool. Er war vom 1. August 1901 bis Mai 1904 der erste Konsul der Italienischen Konzession von Tientsin (heute Tianjin). Dort veröffentlichte er die erste italienische Zeitung, die in China gedruckt wurde. Die Zeitung wurde in Italienisch, Englisch und Chinesisch geschrieben, fünf Ausgaben wurden veröffentlicht.
1910 gab er seine diplomatische Laufbahn auf und zog sich nach Biella zurück, um sich historischen Studien sowie den Sprachwissenschaften zu widmen.  Er veröffentlichte vorwiegend Bücher und Artikel zur lokalen Geschichte. Er war Mitglied verschiedener historischer und kultureller Vereinigungen.

## Archiv und persönliche Bibliothek
Die Sammlung „Cesare Poma“ befindet sich in der Stadtbibliothek von Biella. Weitere Dokumente befinden sich im Staatsarchiv von Biella. Die Sammlung von Zeitschriften, etwa 1400 in verschiedenen Sprachen, befinden sich in der Vatikanischen Apostolischen Bibliothek.

## Ehrungen
Am 27. Dezember 1896 wurde er zum Ritter des Ordens der Krone von Italien ernannt.